# Tábor Ádám
Tábor Ádám (Budapest, 1947. augusztus 1. –) József Attila-díjas (2009) magyar esszéíró, költő, szerkesztő, kritikus. Tábor Eszter bátyja.

## Életpályája
Szülei: Tábor Béla filozófus (1907–1992) és Mándy Stefánia költő, műfordító (1918–2001) voltak. 1962 óta publikál. 1963–1965 között az Eötvös Diák című folyóirat irodalmi szerkesztője volt. 1966–1971 között az ELTE BTK magyar-történelem szakos hallgatója volt.
1971-től 10 évig a Felsőoktatási Pedagógiai Kutató Központban dolgozott. 1980–1985 között a Lélegzet című élő folyóirat és két Lélegzet-antológia (1985, 1987) társszerkesztője. 1981–1984 között az Európa Könyvkiadó Világirodalmi Tájékoztatója, 1984–1991 között az Analecta Linguistica munkatársa. 1985-ben az Örley István Baráti Kör alapító tagja volt. 1992-től 2010-ig a Főpolgármesteri Hivatal sajtóreferense, valamint a Lélegzet Könyvek sorozatszerkesztője.
Esszéket, tanulmányokat, verseket ír. Újabb versei korjelző jellegűek, őrzik az évtized történéseit.

## Művei
- Dánia (versek, 1982)
- Hérakleitosz-matt (versek, 1991)
- A káprázat kertje (versek, 1994)
- A váratlan kultúra. Esszék a magyar neoavantgárd irodalomról és művészetről; Balassi, Bp., 1997
- Hajóház (versek, 2001)
- Szellem és költészet. Esszék az egzisztenciális gondolkodás és a modern magyar líra tárgyköréből; Kalligram, Pozsony, 2007
- A hurrikán háza. Új és válogatott versek; Kalligram, Pozsony, 2009
- Út és/vagy utazás. Esszék, elemzések; Tipp Cult, Bp., 2020 (Parnasszus könyvek. Magasles)

## Díjai
- Pásztor Béla-díj (1970) (Weöres Sándor adta neki; nem hivatalos)
- MTA-Soros-ösztöndíj (1986)
- NKA-ösztöndíj (1999)
- Szépíró-díj (2007)